# Takeshi Yūki
Takeshi Yūki (祐木毅?, Yūki Takeshi; Niigata, 6 luglio 1968) è un ex cestista giapponese.

## Carriera
Con il Giappone ha disputato il Campionato del mondo del 1998, segnando 8 punti in 5 partite.